# 那覇ゴルフ倶楽部
那覇ゴルフ倶楽部（なはゴルフくらぶ）は、 沖縄県島尻郡八重瀬町に広がるゴルフ場である。

## 概要
那覇ゴルフ倶楽部は、新たなゴルフ場建設に向け「沖縄土地住宅株式会社」がゴルフ場経営に乗り出したことに始まる。コース設計を井上幸太郎に依頼し、工事を株式会社國場組が行い、1975年（昭和50年）7月14日、18ホール規模のゴルフ場が開場された。コースは、どのコースからも太平洋が見渡せ、高低差が14m程のフラットな地形を生かした丘陵コースである。また、日本のプロゴルフメジャー大会の1つ、日本ゴルフ協会主催競技でもあり、日本選手権大会に相当する、日本オープンゴルフ選手権競技大会など多くの大会開催の実績がある。

## 所在地
〒901-0402 沖縄県島尻郡八重瀬町字富盛2270番地

## コース情報
- 開場日 - 1975年7月14日
- 設計者 - 井上 幸太郎
- 面積 - 660,000m2（約19.9万坪）
- コースタイプ - 丘陵コース
- コース - 18ホールズ、パー72、7,213ヤード、コースレート74.5
- グリーン - 1グリーン、ティフトン
- フェアウエイ -コーライ
- ラフ - コーライ
- ハザード - バンカー94、池が絡むホール7
- プレースタイル - 乗用カート(5人乗り)、リモコンなし、全組キャディ付き
- 練習場 - 11打席 70ヤード
- 休場日 - 4月-10月 毎週月曜日（月曜が祝日の場合は営業）、11月-3月 無休、12月31日、1月1日休日[3][4]

## クラブ情報
- ハウス面積 - 2,784m2（842.2坪）
- ハウス設計 - 株式会社熊谷組1級建築士設計事務所
- ハウス施工 - 株式会社熊谷組[3][5]

## 交通アクセス
- 空路 - 那覇空港 - タクシー利用 約35分
- 道路 - 沖縄自動車道 - 那覇ICより 約25分[6]

## メジャー選手権
- 2012年（平成24年） - 第77回 日本オープンゴルフ選手権競技大会開催[7]

## 関連文献
- 『ゴルフ場ガイド 西版』2006-2007、「那覇ゴルフ倶楽部（沖縄県）」、東京 ゴルフダイジェスト社、2006年5月、2020年8月29日閲覧